# 우성그룹
우성그룹(Woosung Group, 宇成─)은 우성건설(주)을 모기업으로 했던 기업집단이었다.

## 개요
1973년 3월 백천상사(栢泉商事)(주)로 설립하였다. 1978년에 건축과 실내장식업을 사업 목적으로 삼아 주택 사업에 진출해 성장하여, 인지도를 보다 높이고자 1979년에 현재의 상호로 변경하였다. 1989년 12월 기업공개를 통하여 증권거래소에 주식을 상장하였으나, 1996년 1월에 최종 부도를 맞아 최종적으로 2000년 12월 법원에서 파산선고가 내려졌다.

## 역사
- 1973년 3월 : 백천상사(栢泉商事)(주) 설립
- 1978년 : 주택 사업 진출
- 1979년 : 상호 변경
- 1986년 : 국제그룹의 원풍산업(주)를 인수해서 우성산업(주)로 상호 변경
- 1989년 12월 : 기업공개, 증권거래소에 주식 상장
- 1991년 10월 : 우성산업(주)가 일본의 오츠타이어와 기술도입 계약을 맺음
- 1992년 : 삼민기업(三珉企業)을 인수해서 주봉도시개발(主峰都市開發)(주)로 상호 변경
- 1993년 4월 : 우성산업(주)가 모직 사업 부분을 (주)우성모직에 양도
- 1994년 3월 : 우성산업(주)에서 우성타이어(주)로 상호 변경
- 1994년 4월 : 우성타이어(주)가 크라이슬러 사업 부분을 (주)우성유통에 양도
- 1994년 상반기 : 주봉도시개발(주)에서 우성종합건설(주)로 상호 변경
- 1994년 봄 : 청우종합건설(靑宇綜合建設)(주)를 인수해 우성산업개발(주)로 상호 변경
- 1990년대 초 : 백세개발(주)에서 백세인터내셔널(주)로 상호 변경
- 1995년 10월 : 우성타이어(주)를 한보그룹에 인수 시도
- 1996년 1월 17일 : 우성건설(주) 1차 부도[1]
- 1996년 1월 18일 : 우성건설(주) 최종 부도[1]
- 1996년 1월 19일 : 우성타이어(주)[2], 우성유통(주)[3], 우성관광(주)[4] 최종 부도[5]
- 1996년 1월 29일 : (주)서해건설 법정관리 신청[6]
- 1996년 5월 13일 : 한일그룹이 우성관광(주)와 (주)리베라를 제외한 모든 계열사와 관계 회사를 인수[7]
- 1997년 3월 : 법정관리 개시
- 1998년 2월 : 회사 정리계획을 인가받음
- 1999년 3월 : 우성타이어(주)가 넥센타이어에 인수됨
- 2000년 11월 : 청산 대상기업으로 선정되어 퇴출
- 2000년 12월 : 파산선고

## 계열사
- 우성건설(주)
- 우성타이어(주)
- 우성모직(주)
- 우성유통(주)
- 백세인터내셔널(주)
- 하이시스(주)
- 우성할부금융(주)
- 우성인터내셔널(주)
- 우성관광(주)

### 위장계열사
실제로 우성그룹의 계열사였지만, 서류상으로 계열사는 아닌 것으로 위장한 회사들이다.
- 우성종합건설(주)
- 우성산업개발(주)
- 우성공영(주)
- 옥산트레이딩(주)
- (주)서해건설
- 코레스코(주)
- 한진개발(주)
- 동해건축(주)
- 성부실업(주)
- 창신리조트사이판(주)
- (주)리베라